# Corrie van Brenk
Corrie van Brenk-van Barneveld (Bilthoven, 16 september 1960) is een Nederlandse voormalig politica en voormalig vakbondsbestuurder. Zij was de laatste voorzitter van de vakbond Abvakabo FNV. Van 23 maart 2017 tot en met 30 maart 2021 was zij namens 50PLUS lid van de Tweede Kamer. Sinds 3 mei 2020 was ze daar fractievoorzitter.

## Levensloop
Van Brenk begon haar werkzame leven in de zorg. Eerst op de administratie en later als HR-adviseur. In 2006 haalde zij haar master bedrijfskunde aan de Radboud Universiteit Nijmegen.

### Vakbond
Van Brenk werkte sinds 2001 bij vakbond Abvakabo FNV. Zij begon als regiobestuurder welzijn. Daarna werd zij cao-onderhandelaar en sloot cao’s af voor onder meer de kinderopvang, de jeugdzorg, het Nederlandse Rode Kruis, de Consumentenbond, de schippersinternaten en Novib. Als vakbondsbestuurder heeft Van Brenk zitting gehad in het bestuur van pensioenfonds Zorg en Welzijn, het Bureau Kwaliteit Kinderopvang en het arbeidsmarktfonds FCB.
Sinds 2010 zat Van Brenk in het dagelijks bestuur van Abvakabo FNV. In 2011 werd zij waarnemend voorzitter, na het aftreden van Edith Snoey. In 2012 werd zij gekozen tot voorzitter. Zij was de laatste voorzitter van Abvakabo FNV, tot de fusie met FNV op 1 januari 2015.
Van Brenk zat namens Abvakabo FNV in de Sociaal-Economische Raad (SER). Van Brenk was in 2013 samen met Ton Heerts kandidaat in de verkiezing van de voorzitter van de vakbondsfederatie FNV. Zij behaalde 38 procent van de stemmen.

### Rechtszaak om wanbeleid bij Meavita
Van Brenk was nauw betrokken bij de zaak Meavita. De FNV heeft er samen met thuiszorgmedewerkers voor gezorgd dat de bestuurders van Meavita aansprakelijk kunnen worden gesteld voor wanbeleid. Het megazorgconcern ging in 2009 failliet, liet een schuld achter van 48 miljoen euro en dupeerde 100.000 cliënten en 20.000 werknemers. Abvakabo FNV spande een zaak aan bij de Ondernemingskamer.
De Ondernemingskamer oordeelde dat het faillissement was ontstaan door wanbeleid en dat de Raad van Commissarissen onder leiding van VVD-coryfee Loek Hermans verzuimde in te grijpen. Hermans trad op 2 november 2015 door het Meavita debacle af als voorzitter van de VVD-fractie in de Eerste Kamer.

### Klacht over zorgspotjes van de overheid
In 2014 diende Van Brenk met FNV Zorg & Welzijn een klacht in bij de Reclame Code Commissie over voorlichtingsspotjes over de zorg die het ministerie van Volksgezondheid, Welzijn en Sport liet uitzenden. Van Brenk vond het onterecht dat, hoewel volgens haar veel kwetsbare mensen door bezuinigingen minder of geen zorg kregen, in de spotjes bijvoorbeeld werd gezegd dat ouderen altijd de zorg krijgen die nodig is. De Reclame Code Commissie oordeelde daarop dat de zorgspotjes "te weinig genuanceerd" en "te rooskleurig" waren.

### FNV-rapport ‘miljarden voor het oprapen’ bij Belastingdienst
In 2012 en 2013 heeft Abvakabo FNV onder leiding van Van Brenk twee rapporten gepubliceerd over misstanden bij de Belastingdienst. Door bezuinigingen en reorganisaties was er te weinig personeel waardoor bijvoorbeeld fraudezaken met toeslagen niet aangepakt konden worden. De belastingdienstmedewerkers meldden dit bij de leiding, maar daar werd vervolgens niks mee gedaan. Hierdoor liep de Staat miljarden euro mis. Deze cijfers worden echter betwist. De problemen bij de Belastingdienst werden zo groot dat staatssecretaris Frans Weekers zich moest verantwoorden in de Tweede Kamer. In januari 2014 trad hij hierdoor af.

### Politiek
Van Brenk zat voor de PvdA in de gemeenteraad van Maartensdijk (1998-2000) en De Bilt (2006-2011), maar zegde haar lidmaatschap in oktober 2014 op vanwege haar kritiek op het regeringsbeleid en stelde zich in november 2016 verkiesbaar voor de Tweede Kamerverkiezingen van 2017 voor 50PLUS. Ze werd met 5.091 stemmen gekozen en op 23 maart 2017 geïnstalleerd als lid van de Tweede Kamer. Na het opstappen van Henk Krol als fractievoorzitter van 50PLUS in de Tweede Kamer op 3 mei 2020 werd zij aangewezen als zijn opvolgster. Van Brenk deed ook mee met de lijsttrekkersverkiezing voor de Tweede Kamerverkiezingen 2021. Ze verloor deze verkiezing van Liane den Haan, die voorgedragen was door partijbestuur van 50PLUS. Van Brenk had aangegeven niet terug te willen komen op de verkiezingslijst als ze niet gekozen werd als lijsttrekker.